# Jaime Lorente
Jaime Lorente López (Múrcia, 12 de dezembro de 1991) mais conhecido por Jaime Lorente, é um cantor e ator espanhol. Ele é mais conhecido por interpretar o papel de Denver em La casa de Papel e nano em  elite 

## Vida pessoal
Lorente nasceu e cresceu em Múrcia, Espanha. Ele estudou atuação em La Escuela Superior de Arte Dramático de Múrcia, onde além de atuação também aprendeu dança contemporânea.

## Carreira
Atualmente está no elenco principal de La Casa de Papel como Denver e em Elite como Nano. Em 2020 fez parte da série El Cid do Amazon Prime Video.

## Filmografía

### Televisão
| Ano       | Título                     | Personagem                       | Notas                       |
| --------- | -------------------------- | -------------------------------- | --------------------------- |
| 2016-2017 | El secreto de Puente Viejo | Elías Mato                       | 136 episodios               |
| 2017-2021 | La casa de papel           | Daniel "Denver" Ramos            | Principal (1ª-5ª Temporada) |
| 2018-2019 | Élite                      | Fernando "Nano" García Domínguez | Principal (1ª-2ª Temporada) |
| 2020      | El Cid                     | Rodrigo Díaz de Vivar            | Principal (1ª Temporada)    |
| 2024      | Disco, Ibiza, Locomía      | Xavi Font                        |                             |

### Cinema
| Ano  | Título                                     | Personagem |
| ---- | ------------------------------------------ | ---------- |
| 2016 | Historias románticas (un poco) cabronas    | David      |
| 2018 | Todos lo saben                             | Luis       |
| 2018 | La sombra de la ley                        | León       |
| 2019 | ¿A quién te llevarías a una isla desierta? | Marcos     |
| 2019 | Bedspread                                  | Fran       |
| ASA  | El último kilómetro                        |            |